# Grecja na Zimowych Igrzyskach Olimpijskich 2022
Grecja na Zimowych Igrzyskach Olimpijskich 2022 – występ kadry sportowców reprezentujących Grecję na igrzyskach olimpijskich, które odbyły się w Pekinie, w Chińskiej Republice Ludowej, w dniach 4-20 lutego 2022 roku.
Reprezentacja Grecji liczyła pięcioro zawodników – trzy kobiety i dwóch mężczyzn.
Był to dwudziesty start Grecji na zimowych igrzyskach olimpijskich.

## Reprezentanci

### Biegi narciarskie
| Zawodnik                | Konkurencja              | Kwalifikacje | Kwalifikacje | Ćwierćfinały | Ćwierćfinały | Półfinały | Półfinały | Finał     | Finał    | Finał   | Źródło |
| Zawodnik                | Konkurencja              | Czas         | Miejsce      | Czas         | Miejsce      | Czas      | Miejsce   | Czas      | Strata   | Miejsce | Źródło |
| ----------------------- | ------------------------ | ------------ | ------------ | ------------ | ------------ | --------- | --------- | --------- | -------- | ------- | ------ |
| Apostolos Angelis       | sprint mężczyzn          | 3:20,87      | 83.          | NQ           | NQ           | NQ        | NQ        | NQ        | NQ       | 83.     | [ 1 ]  |
| Apostolos Angelis       | bieg masowy mężczyzn     | —            | —            | —            | —            | —         | —         | 1:34:04.2 | +22:31.5 | 59.     | [ 1 ]  |
| Maria Danu              | bieg indywidualny kobiet | —            | —            | —            | —            | —         | —         | 37:39,4   | +9:33,1  | 88.     | [ 2 ]  |
| Maria Danu              | bieg masowy kobiet       | —            | —            | —            | —            | —         | —         | LAP       | LAP      | 61.     | [ 2 ]  |
| Maria Danu              | sprint kobiet            | 4:19,66      | 89.          | NQ           | NQ           | NQ        | NQ        | NQ        | NQ       | 89.     | [ 2 ]  |
| Nefeli Tita             | sprint kobiet            | 4:14,48      | 87.          | NQ           | NQ           | NQ        | NQ        | NQ        | NQ       | 87.     | [ 3 ]  |
| Nefeli Tita             | bieg indywidualny kobiet | —            | —            | —            | —            | —         | —         | 42:12,1   | +14:05,8 | 98.     | [ 3 ]  |
| Maria Danu, Nefeli Tita | sprint drużynowy kobiet  | —            | —            | —            | —            | LAP       | LAP       | NQ        | NQ       | 23.     | [ 4 ]  |

### Narciarstwo alpejskie
| Zawodnik             | Konkurencja            | 1 przejazd | 1 przejazd | 2 przejazd | 2 przejazd | Łącznie | Łącznie | Źródło |
| Zawodnik             | Konkurencja            | Czas       | Pozycja    | Czas       | Pozycja    | Czas    | Pozycja | Źródło |
| -------------------- | ---------------------- | ---------- | ---------- | ---------- | ---------- | ------- | ------- | ------ |
| Joanis Andoniu       | slalom mężczyzn        | 59,48      | 36.        | 54,81      | 28.        | 1:54,29 | 29.     | [ 5 ]  |
| Joanis Andoniu       | slalom gigant mężczyzn | DNF        | DNF        | NQ         | NQ         | DNF     | DNF     | [ 5 ]  |
| Maria-Eleni Tsiowolu | slalom kobiet          | DNF        | DNF        | NQ         | NQ         | DNF     | DNF     | [ 6 ]  |
| Maria-Eleni Tsiowolu | slalom gigant kobiet   | DNF        | DNF        | NQ         | NQ         | DNF     | DNF     | [ 6 ]  |